# Rijksbeschermd gezicht Kiel-Windeweer
Gezicht Kiel-Windeweer is een van rijkswege beschermd dorpsgezicht in Kiel-Windeweer in de Nederlandse provincie Groningen. De procedure voor aanwijzing werd gestart op 12 juni 2003. Het gebied werd op 27 februari 2006 definitief aangewezen. Het beschermd gezicht beslaat een oppervlakte van 934,7 hectare.
Panden die binnen een beschermd gezicht vallen krijgen niet automatisch de status van beschermd monument. Wel zal de gemeente het bestemmingsplan aanpassen om nieuwe ontwikkelingen in het gebied te reguleren. De gezichtsbescherming richt zich op de stedenbouwkundige en cultuurhistorische waardering van een gebied en wil het toekomstig functioneren daarvan veiligstellen.